# Another Stranger Me
Another Stranger Me è un singolo della band tedesca Blind Guardian appartenente all'album del 2006 A Twist in the Myth. Il singolo contiene, oltre alla canzone stessa, due demo di due brani presenti nell'album (Lionheart e The Edge), All The King's Horses (presente solamente come bonus track nella versione giapponese dell'album) e una cover di Dream a Little Dream of Me.

## Tracce
1. Another Stranger Me – 4:35
2. All the King's Horses – 4:11
3. Dream a Little Dream of Me – 3:22
4. Lionheart (demo version) – 4:10
5. The Edge (demo version) – 4:27

## Componenti
- Hansi Kürsch - voce
- André Olbrich - chitarra
- Marcus Siepen - chitarra
- Frederik Ehmke - batteria

Ai quale si aggiunge, come componente esterno al gruppo:
- Oliver Holzwarth - basso

## Video
Il video di Another Stranger Me è stato diretto dal regista Ivan Colic seguendo un'ispirazione stilista dei Noir degli anni venti. Nel video, un detective indaga su di un omicidio il cui colpevole si scopre infine essere lo stesso detective con una sua doppia personalità. Gli stessi componenti della band appaiono nel video con vestiti dell'epoca.